# Johan Flodmark
Johan Hugo Andreas Flodmark, född den 9 september 1837 i Stockholm, död den 30 mars 1927, var en svensk arkivarie och teaterhistoriker.
Flodmark avlade kameralexamen 1863 och var kammarskrivare 1875–1895. Han var 1896–1914 föreståndare för Stockholms stadsarkiv. Flodmarks teaterhistoriska forskningar resulterade bland annat i Kongl. sv. skådeplatsen i Stockholm 1737–1753 (1887), Stenborgska skådebanorna (1893), Bollhusen och Lejonkulan (1897) och Elisabeth Olin och Carl Stenborg (1903). Bland Flodmarks övriga skrifter märks Bellmansmelodiernas ursprung (1882). Han översatte och bearbetade även tyska och franska lustspel och operetter.